# スルツェイ式噴火

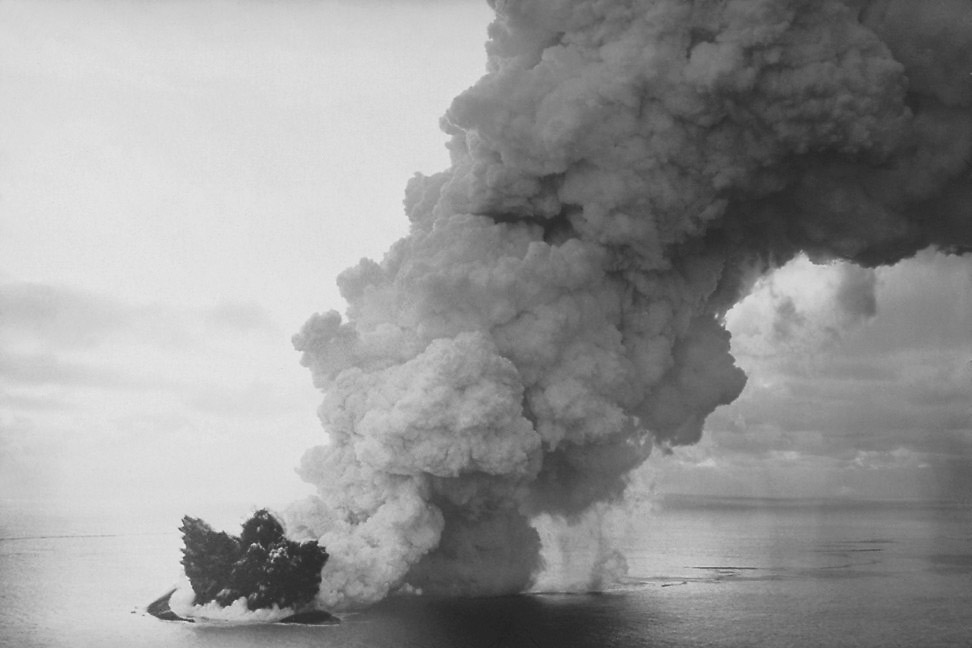
スルツェイ島はスルツェイ式噴火のもっとも有名な例だった。

スルツェイ式噴火: 1 水蒸気雲, 2 cypressoid ash jet, 3 火口, 4 水、5 溶岩と火山灰の層、6 地層、7 火道、8 マグマ溜まり、9 岩脈

スルツェイ式噴火（スルツェイしきふんか、英: Surtseyan eruption）は浅い海または湖で起きる火山噴火の一種である。アイスランドの南岸沖にあるスルツェイ島から名付けられている。
この噴火は通常マグマ水蒸気爆発であり、これは玄武岩質または安山岩質マグマが上昇して、豊富な浅い地下水または地表水と接触することで引き起こされる激しい爆発とされる。タフリング（主に火山灰からなる火砕丘）が急冷されたマグマの爆発的な崩壊によって形成される。

## 特徴
マグマ水蒸気爆発と似た性質であるが、いくつかの固有の特徴がある。
- マグマの物理的性質: 粘性が低い。玄武岩質。
- 爆発活動の特徴: 激しい固体の噴出、新鮮なマグマの熱い断片。連続的または周期的な爆発。ベースサージ。
- 流出活動の性質: 短期間、一部枕状溶岩、溶岩流。溶岩流はまれであることもある。
- 主な噴出物の性質: 岩石、火山岩塊と火山灰。しばしば付加される火山礫。スパター、紡錘状火山弾と火山礫は欠乏している。
- 火道の周りにできる構造: タフリング

## スルツェイ式噴火の例
- ボゴスロフ島 - アメリカ合衆国、アラスカ州、1796年
- ファイヤー島 - アメリカ合衆国、アラスカ州、1796年
- アナク・クラカタウ島 - インドネシア、スンダ海峡、1927年–1930年（より小さな噴火は現在まで継続している）- さらにスルツェイ式噴火がのちの2018年12月に発生した。噴火後は火山の大部分が海面下になった
- 昭和硫黄島 - 日本、鹿児島県、1934年
- カペリニョス山（英語版） - アゾレス諸島、ファイアル島、1957年–1958年
- スルツェイ島 - アイスランド、1963年
- ヨゥルニル（英語版） - アイスランド、1966年
- タール火山 - フィリピン、バタンガス州（最新の噴火は1977年）
- ズバイル諸島 - イエメン、2011年–2012年
- エル・イエロ島 - カナリア諸島、2011年–2012年（2011年–2012年のエル・イエロ島噴火（英語版）参照）